# جاك أبوت (لاعب كرة قدم)
جاك أبوت (بالإنجليزية: Jack Abbott)‏؛ مواليد 25 مايو 1943 في إنجلترا، هو لاعب كرة قدم إنجليزي سابق كان يلعب كمدافع.